# Suhpalacsa caledon
Suhpalacsa caledon är en insektsart som beskrevs av Robert McLachlan 1871.
Suhpalacsa caledon ingår i släktet Suhpalacsa och familjen fjärilsländor. Inga underarter finns listade i Catalogue of Life.